# Habitatge a l'avinguda Catalunya, 5 (la Palma de Cervelló)
L'Habitatge a l'avinguda Catalunya, 5 és una obra noucentista de la Palma de Cervelló (Baix Llobregat) inclosa a l'Inventari del Patrimoni Arquitectònic de Catalunya.

## Descripció
Casa amb una interessant façana que presenta tres registres d'ornamentació amb rajoles de color verd i blanc i blanc i blau, així com un coronament ondulant que fa de barana del tancament del terrat. Una de les bandes de rajoles està situada a la línia d'acabament del guardapols de finestres i porta, tot formant una ondulació. L'altra està situada com a coronament de la façana, per sota de la cornisa ondulant, i és disposada en línia recta. La tercera es troba al passamans de la barana del terrat.
Damunt la porta i les finestres hi ha tres òculs. A la part central de la barana hi diu: ANY 1922.